# Stuiterbom

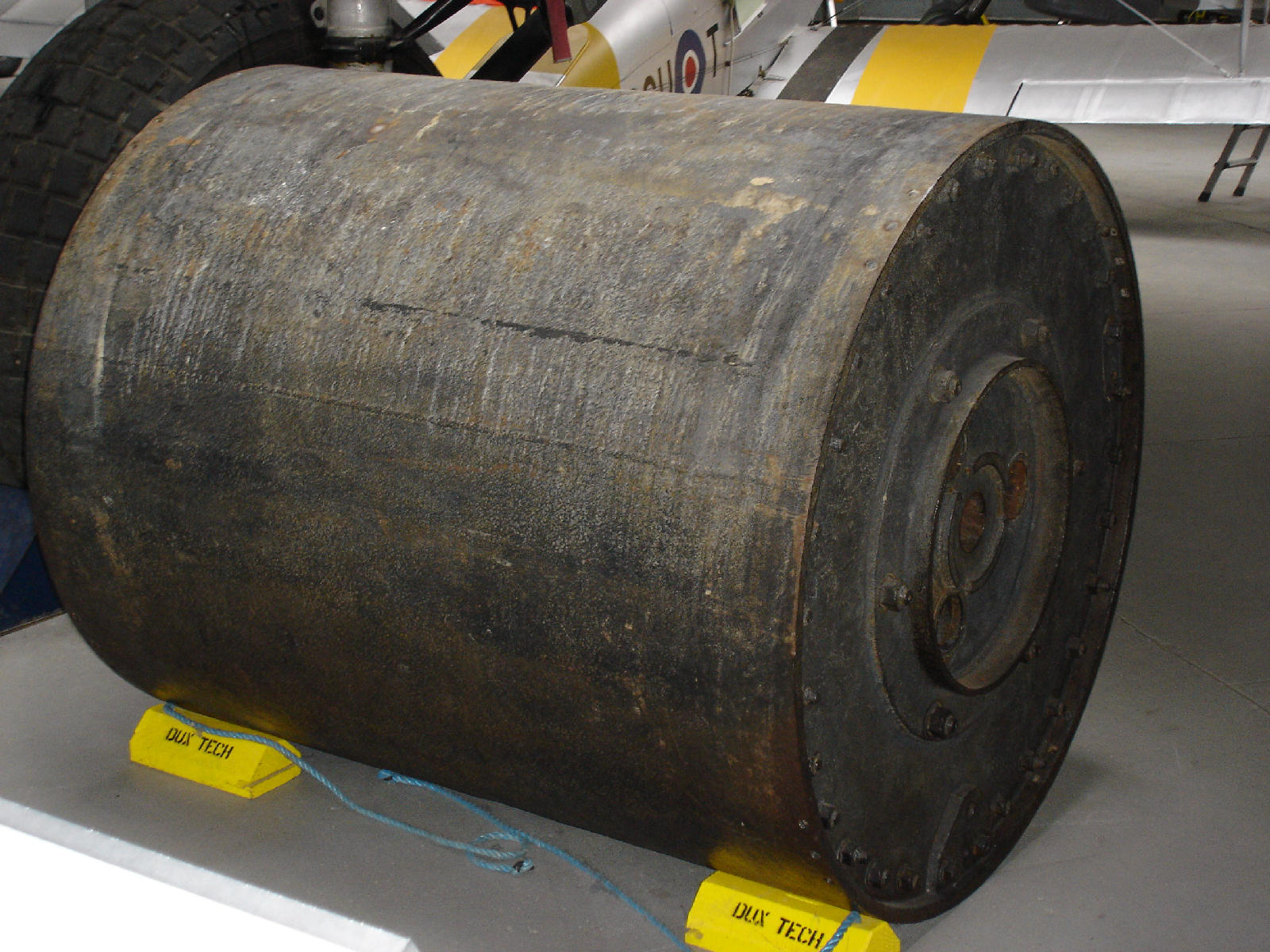
Een stuiterbom

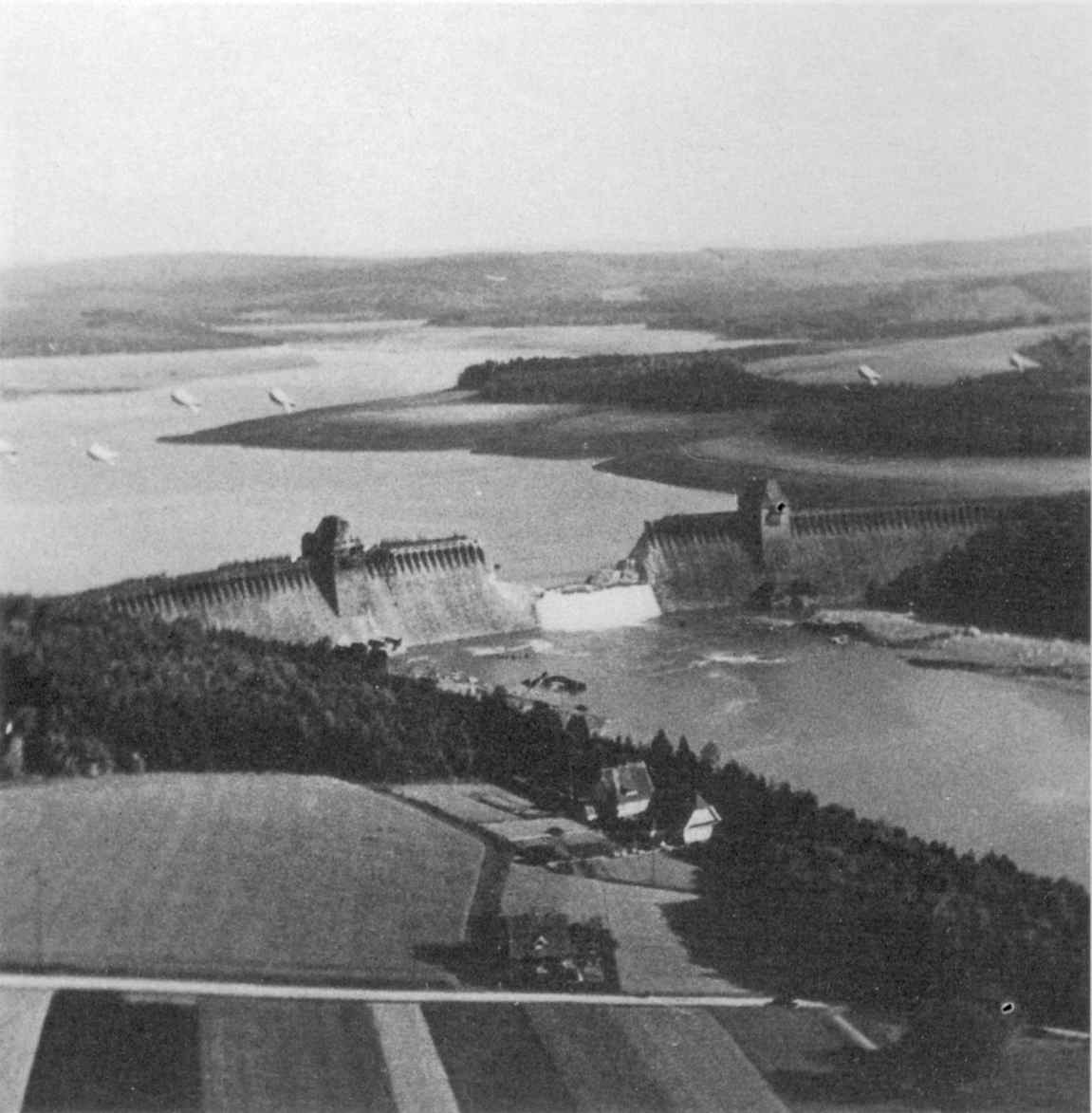
De zwaar beschadigde Möhneseedam na de geslaagde luchtaanval

Een stuiterbom was een bepaald type bom dat tijdens de Tweede Wereldoorlog ontwikkeld werd, en bedoeld was om vanuit een vliegtuig te worden afgeworpen om een stuwdam op te blazen. Het was een variant op een dieptebom.
Een gewoon bombardement op een stuwdam is niet effectief. Daar is namelijk een enorme explosieve kracht voor nodig. Als de dam van boven, dus in de open lucht, wordt geraakt gaat veel van de energie van de explosie verloren. Als de dam onder water wordt geraakt wordt de schokgolf door het wateroppervlak gereflecteerd zodat het rendement groter is. Torpedo's, afgeworpen door vliegtuigen, kunnen echter ook niet worden ingezet omdat een dam in oorlogstijd meestal wordt beschermd door torpedonetten: stalen netten, verticaal opgehangen aan drijvende boeien, waarin een torpedo verstrikt raakt zodat hij de dam niet bereikt.
Tijdens de Tweede Wereldoorlog ontwikkelde de Britse ingenieur Barnes Wallis een bom en een afwerptechniek die de bom aan de voet van de stuwdam aflevert. De stuiterbom is een cilinder gevuld met springstof die enkele tonnen weegt. Het oppervlak is bedekt met ondiepe putjes, net als een golfbal. De putjes reduceren de turbulentie aanzienlijk, terwijl de bom snel roteert. In een bommenwerper wordt de bom aan het draaien gebracht. Dan wordt hij afgeworpen. De aanvlieghoogte, de afwerphoek en de snelheid moeten nauwkeurig aan tevoren berekende criteria voldoen. De bom moest met 500 toeren per minuut ronddraaien, daardoor zou de bom niet  zinken als hij het water raakte. Het vliegtuig moest daarom precies 60 voet (18,3 meter) boven het water vliegen en met een snelheid van 232 miles per uur (373 km/h). 
Door de draaiende beweging ketst de bom enkele malen af op het wateroppervlak, waardoor hij over de torpedonetten heen stuitert. Uiteindelijk botst hij tamelijk zacht tegen de damwand. De draaiing voorkomt dat de bom weer van de dam af beweegt terwijl hij zinkt. Het projectiel explodeert tegen de damwand aan als hij een bepaalde diepte heeft bereikt.

Principe van een stuiterbom

## Gebruik in de Tweede Wereldoorlog
De stuiterbom werd met wisselend succes toegepast bij operatie Chastise. Op 17 mei 1943 vielen Britse bommenwerpers vijf stuwdammen in het Duitse Ruhrgebied aan. De bommen vernietigden er drie. De damdoorbraken richtten benedenloops aanzienlijke schade aan. Dorpen, fabriekscomplexen voor de oorlogsindustrie, wapendepots, wegen, bruggen en een vliegveld werden zwaar beschadigd of met de grond gelijk gemaakt.